# Béla Bay
Béla Bay (8 de febrero de 1907-26 de julio de 1999) fue un deportista húngaro que compitió en esgrima, especialista en la modalidad de florete. Ganó una medalla de bronce en el Campeonato Mundial de Esgrima de 1935 en la prueba por equipos.

## Palmarés internacional
| Campeonato Mundial | Campeonato Mundial | Campeonato Mundial | Campeonato Mundial  |
| Año                | Lugar              | Medalla            | Prueba              |
| ------------------ | ------------------ | ------------------ | ------------------- |
| 1935               | Lausana (Suiza)    | Medalla de bronce  | Florete por equipos |